# Giovanni D'Onofrio
Pour les articles homonymes, voir D'Onofrio.
Pas d'image ? Cliquez ici

a Compétitions nationales et continentales officielles uniquement.

b Matchs officiels uniquement.
Dernière mise à jour le 5 juillet 2019.
Giovanni D'Onofrio, né le 25 août 1998, est un joueur italien de rugby à XV évoluant au poste d'ailier au sein des Zebre.

## Biographie

### Carrière

#### En club
Ayant grandi à Bénévent, en Campanie, Giovanni D'Onofrio y découvre le rugby, avant de partir ensuite à l'académie Ivan Francescato de la Fédération italienne de rugby à XV.
Il découvre ensuite le Pro14 avec les Zebre alors qu'il a à peine 18 ans.
Une fois terminé son passage en académie, il rejoint le club de la capitale et de la Polizia di Stato, les Fiamme Oro Rugby, en 2018, pour avoir du temps de jeu dans l'élite italienne, tout en continuant à s’entraîner avec les Zebre et en découvrant le rugby à sept au plus haut niveau européen, sport qu'il a déjà découvert avec la sélection des moins de 18 ans.

#### En selection nationale
International avec l'Équipe d'Italie des moins de 20 ans depuis le Tournoi des Six Nations 2017, il se fait surtout remarquer lors du championnat mondial de l'année suivante, avec les essais qu'il marque à l'aile,. Avec notamment un triplé marqué contre l'Australie, il finit d'ailleurs meilleurs marqueur de la compétition.
Depuis 2019 il est aussi international avec l'équipe d'Italie à sept, où il évolue aux postes de demi de mêlée ou ailier.